# Rob Fulop
Rob Fulop é um programador e escritor de jogos eletronicos, principal responsável pelos grandes sucessos do console Atari 2600, Demon Attack (1982), Night Driver, Space Invaders e Missile Command (1980). É o co-fundador das empresas Imagic e da PF Magic.